# Mirtilina
Mirtilina é uma antocianina, quimicamente o 3-glicosídeo da delfinidina, que apesar de ocorrer em concentrações variáveis em todas as plantas verdes é particularmente abundantes em frutos, como o cassis, o mirtilo ou o arando, e nas folhas de várias espécies, entre as quais as murtas (género Myrtus) e a vinagreira (Hibiscus sabdariffa), e em espécies como Centella asiatica (Hydrocotyle asiatica) e Vaccinium myrtillus. O composto está também presente em concentrações significativas em leveduras e em produtos derivados de cereais, entre os quais os flocos de aveia. A cor vemelho-escuro do pericarpo dos frutos de sumagre é devida a presença de pigmentos antocianínicos, entre os quais crisantemina, mirtiina e  delfinidina.
As várias cores exibidas por algumas flores, como o vermelho, malváceo, púrpura, violeta e azul, são frequentemente resultantes da formação de complexos organometálicos, designados por metaloantocianinas, resultantes da ligação de um ião metálico com a mirtilina. Uma das espécies em que este mecanismo de coloração é mais evidente é a Hydrangea macrophylla, a hortênsia comum.

## Bioquímica e metabolismo
A enzima antocianina-3-O-glucoside 6-O-hidroxicinamoiltransferase produz delfinidina-3-(6-p-coumaroyl)glicosídeo a partir de delfinidina-3-O-glicosídeo e p-coumaroyl-CoA na cadeia de biosíntese da antocianina.
A mirtilina tende a estabilizar os níveis séricos de glucose em humanos, reduzindo as necessidades de insulina.